# Lepeoptheirus marginatus
Lepeoptheirus marginatus är en kräftdjursart som beskrevs av Bere 1936. Lepeoptheirus marginatus ingår i släktet Lepeoptheirus och familjen Caligidae. Inga underarter finns listade i Catalogue of Life.